# Редистрибуция
Редистрибуция (от лат. redistributio — перераспределяю) — термин, получивший широкое распространение в экономической антропологии, особенно среди сторонников субстантивизма. В самом общем виде редистрибуцию можно определить как собирание воедино большей или меньшей части продукта, созданного в той или иной человеческой группе, чаще всего его концентрацию в руках её главы, с последующим его распределением внутри той же самой группы. Редистрибуция является одним из основных понятий субстантивизма. Основоположник последнего К. Поланьи рассматривал редистрибуцию как одну из трёх основных, наряду с реципрокацией и рыночным обменом, форм интеграции экономики. По мнению одних субстантивистов, редистрибуция возможна лишь в масштабе всего общества, по мнению других — она имеет место и внутри семьи. Одни субстантивисты считают Р. характерной лишь для «архаических» (то есть раннеклассовых, прежде всего древневосточных) обществ, другие полагают, что она существовала, наряду с реципрокацией, и в «примитивных» (то есть первобытных) обществах.
Практически под общим названием редистрибуция объединяется несколько качественно отличных экономических явлений:
1. одна из форм уравнительного распределения,
2. совместное потребление внутри семьи и
3. один из способов эксплуатации, характерный для предклассового и раннеклассового общества.

Редистрибуция вместе с обязательным реципрокным (эквивалентным) взаимообменом (ценности в обмен на престиж) является предпосылкой политогенеза (формирования государства).